# Tatosoma ranata
Tatosoma ranata là một loài bướm đêm trong họ Geometridae.